# 司馬國鎮
司馬國鎮（4世纪—399年），东晋宗室，司马国镇袭封河间王。隆安三年（399年）二月甲辰，河间王司马国镇去世。
| 前任： 司马昙之 | 晋朝河间王 385年－399年 | 繼任： 其后不详 |